# Pícnic
|  | No s'ha de confondre amb Pícnic (pel·lícula). |

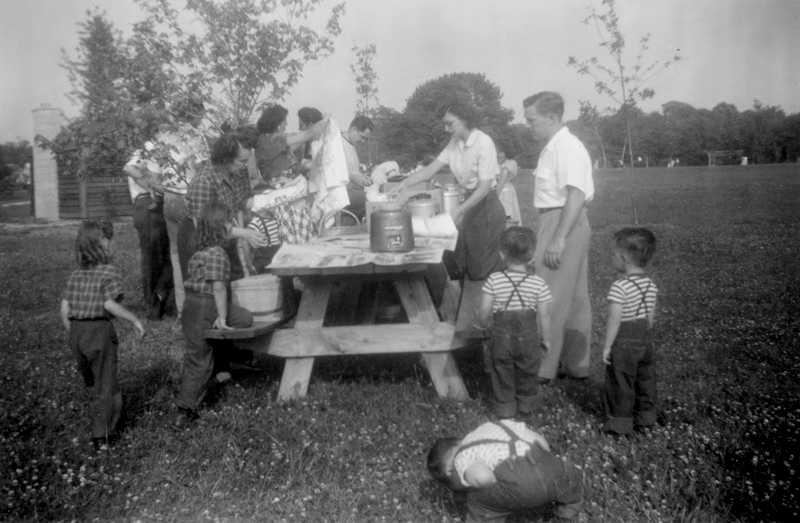
Un assemblatge de partit del pícnic a Columbus, Ohio, c. 1950

Un pícnic és un àpat fet a l'aire lliure, normalment part d'una excursió i idealment en entorns escènics, com un parc, al costat d'un llac, o algun altre lloc que es permet una vista interessant, o més conjuntament amb un esdeveniment públic com precedir una actuació de teatre d'aire obert, i normalment al estiu.
Els pícnics solen ser destinats als esmorzars tards o al migdia, però també es podrien celebrar com a sopar o esdeveniments del sopar. Les descripcions de pícnics mostren que la idea d'un àpat que es va aportar conjuntament i es va gaudir fora de les portes era essencial per a un pícnic a principis del segle xix.
Els pícnics solen estar orientats a la família, però també poden ser una ocasió íntima entre dues persones o una gran reunió. De vegades també es combina amb un dinar a l'aire lliure, generalment una forma de barbacoa: o rostir a la graella (cuinats a la planxa o rostits al carbó), bresats, enfornats, o una combinació de tots de les anteriors.
Alguns pícnics són un potluck, un entreteniment en el qual cada persona contribueix amb un plat a una taula comuna perquè tothom pugui compartir-la. Els menjars no solen ser calents, solen ser entrepans, fruita fresca, amanida, embotits i acompanyats de vins o xampany o refrescos.